# Rogier van der Weyden
Rogier van der Weyden også kendt som Rogier de le Pasture (født ca. 1399/1400 i Tournai, død 18. juni 1464) var en flamsk maler. Han og Jan van Eyck er de største eksponenter for den tidlige nederlandske malerskole.

## Opvækst
Rogier voksede op i Tournai som 'Rogier de la Pasture'. Hans far, Henri de le Pasture, lavede knive. Hans mor hed Agnes de Watrélos. I 1426 blev Rogier gift med Elisabeth (Lysebette) Goffaert fra Bruxelles, datter af skomager Jan Goffaert og Cathelyne van Stockem. Rogier og Elisabeth fik fire børn: Cornelius (født 1427) blev munk, Margaretha (født 1432), Pieter (født 1437) blev maler, og Jan (født 1438) blev guldsmed.
Maleren Goossen van der Weyden (ca. 1465-1538) var hans barnebarn.
I 1435 flyttede familien til Bruxelles, hvor Rogier fra 2. marts 1436 var stadsmaler, en meget prestigefyldt titel, da Bruxelles husede hertugerne af Burgunds pragtelskende hof. Det var først efter flytningen til det nederlandsktalende Bruxelles, at Rogier kaldte sig 'Rogier van der Weyden'.

## Uddannelse som maler
Der vides ikke meget om Rogiers uddannelse. Arkiverne fra Tournai blev komplet ødelagt under 2. verdenskrig, men var delvist skrevet af i det 19. og 20. århundrede. Kilderne er noget forvirrende og har ført til forskellige fortolkninger. I et dokument siges det, at byrådet tilbyder vin til ære for en vis 'Maistre Rogier de le Pasture' den 17. marts 1427. Men den 5. marts året efter viser optegnelserne fra malernes laug, at en vis 'Rogelet de le Pasture' optages på Robert Campins (ca. 1374-1444) værksted sammen med Jacques Daret. Fem år efter den 1. august 1432 opnår Rogier de le Pasture titlen som 'Mester' (Maistre) i maleri. Mange har tvivlet på, at Campins lærling 'Rogelet' skulle være den samme som den mester 'Rogier', der blev tilbudt vin tilbage i 1427. Det faktum, at Rogier i 1426-1427 var en gift mand sidst i tyverne og langt over normale alder for en lærling, har været brugt som argument for at se 'Rogelet' som en anden og yngre maler. Men Tournai var i 1420'erne en by i krise, og laugene fungerede ikke normalt. Så Rogiers/Rogelets sene lærlingetid kan have været en ren juridisk formalitet. Endvidere var Jacques Daret også i tyverne og havde levet og arbejdet i Campins husstand i mindst 10 år.
Det er også en mulighed, at Rogier opnåede den akademiske mestertitel, før han blev maler, og at belønningen med vinen skete i anledning af hans eksamen. De sofistikerede og lærde ikonografiske og kompositionsmæssige kvaliteter ved hans malerier bruges som argument for den sidste tolkning. Rogiers sociale og intellektuelle status i hans senere liv overgik desuden langt en almindelig håndværkers.
Generelt er hovedargumentet for at anse Rogier van der Weyden som elev af Robert Campin den nære stilistiske forbindelse, der er mellem hans billeder og dokumenterede værker af Jacques Daret og Robert Campin.

## Karriere
Efter flytningen til Bruxelles begyndte Rogiers fremgangsrig karriere, der skulle gøre ham til den mest berømte maler i Europa ved hans død i 1464. Diverse ejendomme og investeringer vidner om hans materielle velstand. De portrætter, han malede af de burgundiske hertuger, deres slægtninge og hoffolk, bevidner hans gode forbindelser til de rigeste og mest magtfulde herskere i Europa.
Miraflores altertavlen blev formentlig bestilt af kong Johan 2. af Kastillien, der donerede den til klostret Miraflores i 1445. I det hellige år 1450 foretog Rogier sandsynligvis en pilgrimsrejse til Rom, der bragte ham i kontakt med italienske kunstnere og velhavere. Familierne Este og Medici bestilte malerier hos ham. Hertuginden af Milano, Bianca Maria Visconti, sendte sin hofmaler, Zanetto Bugatto, til Bruxelles for at blive lærling i Rogiers værksted. Rogiers internationale berømmelse øgedes støt. I 1450'erne og 1460'erne omtalte lærde som Nicholas af Cusa, Filarete og Facius ham med superlativerne 'den største ' og 'den ædleste' af alle malere.

## Galleri
- Skt. Ivo - National Gallery, London
- Pieta - Pradomuseet
- Portræt af ung kvinde - Gemäldegalerie, Berlin
- Uddrag fra altertavle (engle på dommedag) - Beaune